# Marat Mihajlovics Szafin
Marat Szafin (tatárul: Marat Mubin ulı Safin, oroszul: Марат Михайлович Сафин; Moszkva,  1980. január 27.) tatár etnikumú orosz teniszező, 2000-ben november-december hónapban 9 hétig világelső is volt. 1997-ben kezdte meg profi karrierjét. Folyékonyan beszél oroszul, angolul és spanyolul.
Agresszív, erőteljes játékáról ismert.
Eddigi legnagyobb teljesítménye a 2000-es US Open és a 2005-ös Australian Open megnyerése. 2000-ben és 2006-ban hozzásegítette Oroszországot a Davis-kupa megnyeréséhez.
Szafin további két Grand Slam-tornán döntőbe jutott, mindkétszer az Australian Openen (2002, 2004), Wimbledonban a legjobb eredménye az elődöntő volt (2008). 2002-ben a Roland Garroson is bejutott az elődöntőbe, ez volt a legjobb teljesítménye ezen a tornán. A 2005-ös Australian Open döntőjében a hazai Lleyton Hewittot verte meg.
A 2008-as esztendő végén felmerült benne a visszavonulás gondolata, de végül meggondolta magát, és még egy évig profi maradt. 2009 év végén, a Paris Mastersen búcsút intett a profi tenisznek.
2016-ban az International Tennis Hall of Fame (Teniszhírességek Csarnoka) tagjai közé választották.

## Grand Slam döntői

### Győzelmei (2)
| Év   | Torna           | Ellenfél a döntőben | Eredmény a döntőben |
| 2000 | US Open         | Pete Sampras        | 6–4, 6–3, 6–3       |
| 2005 | Australian Open | Lleyton Hewitt      | 1–6, 6–3, 6–4, 6–4  |

### Elvesztett döntői (2)
| Év   | Helyszín        | Ellenfél a döntőben | Eredmény a döntőben |
| 2002 | Australian Open | Thomas Johansson    | 3–6, 6–4, 6–4, 7–6  |
| 2004 | Australian Open | Roger Federer       | 7–6, 6–4, 6–2       |

## Tornagyőzelmei (17)

### Egyéni (15)
| Torna típusa                  |
| Grand Slam-torna (2)          |
| Masters Series (5)            |
| International Series Gold (1) |
| International Series (7)      |
| Tennis Masters Cup (0)        |
| Olimpia (0)                   |

| No. | Dátum    | Torna                                  | Borítás          | Ellenfél a döntőben   | Eredmény a döntőben     |
| 1   | 23/08/99 | MFS Pro Tennis Championships, Boston   | Kemény           | Greg Rusedski         | 6-4, 7-6                |
| 2   | 24/04/00 | Open Seat, Barcelona                   | Salak            | Juan Carlos Ferrero   | 6-3, 6-3, 6-4           |
| 3   | 01/05/00 | Mallorca Open, Mallorca                | Salak            | Mikael Tillström      | 6-4, 6-3                |
| 4   | 31/07/00 | Rogers Masters, Toronto                | Kemény           | Harel Levy            | 6-2, 6-3                |
| 5   | 28/08/00 | US Open, Flushing Meadows              | Kemény           | Pete Sampras          | 6-4, 6-3, 6-3           |
| 6   | 11/09/00 | Tashkent Open, Taskent                 | Kemény           | Davide Sanguinetti    | 6-3, 6-4                |
| 7   | 06/11/00 | St. Petersburg Open, Szentpétervár     | Kemény (fedett)  | Dominik Hrbatý        | 2-6, 6-4, 6-4           |
| 8   | 19/11/00 | BNP Paribas Masters, Párizs            | Szőnyeg (fedett) | Mark Philippoussis    | 3-6, 7-6, 6-4, 3-6, 7-6 |
| 9   | 10/09/01 | Tashkent Open, Taskent                 | Kemény           | Jevgenyij Kafelnyikov | 6-2, 6-2                |
| 10  | 22/10/01 | St. Petersburg Open, Szentpétervár     | Kemény (fedett)  | Rainer Schüttler      | 3-6, 6-3, 6-3           |
| 11  | 28/10/02 | BNP Paribas Masters, Párizs            | Szőnyeg (fedett) | Lleyton Hewitt        | 7-6, 6-0, 6-4           |
| 12  | 13/09/04 | China Open, Peking                     | Kemény           | Mihail Juzsnij        | 7-6, 7-5                |
| 13  | 18/10/04 | Mutua Madrileña Masters Madrid, Madrid | Kemény (fedett)  | David Nalbandian      | 6-2, 6-4, 6-3           |
| 14  | 01/11/04 | BNP Paribas Masters, Párizs            | Szőnyeg (fedett) | Radek Štěpánek        | 6-3, 7-6, 6-3           |
| 15  | 17/01/05 | Australian Open, Melbourne             | Kemény           | Lleyton Hewitt        | 1-6, 6-3, 6-4, 6-4      |

### Páros (2)
| No. | Dátum | Torna                | Borítás | Partner           | Ellenfelei a döntőben       | Eredmény a döntőben |
| 1.  | 2001  | Gstaad, Svájc        | Salak   | Roger Federer     | Michael Hill / Jeff Tarango | 0–1, feladták       |
| 2.  | 2007  | Moszkva, Oroszország | Szőnyeg | Dmitrij Turszunov | Tomáš Cibulec / Lovro Zovko | 6–4, 6–2            |

## Grand Slam-eredmények
| Grand Slam | Australian Open | Australian Open   | Roland Garros | Roland Garros       | Wimbledon | Wimbledon         | US Open   | US Open            |
| Év         | Eredmény        | Utolsó ellenfél   | Eredmény      | Utolsó ellenfél     | Eredmény  | Utolsó ellenfél   | Eredmény  | Utolsó ellenfél    |
| 1998       | -               | -                 | 4. kör        | Cédric Pioline      | 1. kör    | Andrij Medvegyev  | 4. kör    | Pete Sampras       |
| 1999       | 3. kör          | Karol Kucera      | 4. kör        | Dominik Hrbatý      | -         | -                 | 2. kör    | Jiri Novak         |
| 2000       | 1. kör          | Grant Stafford    | 1/4 döntő     | Magnus Norman       | 2. kör    | Martin Damm       | Győzelem  | Pete Sampras       |
| 2001       | 4. kör          | Dominik Hrbatý    | 3. kör        | Fabrice Santoro     | 1/4 döntő | Goran Ivanišević  | 1/2 döntő | Pete Sampras       |
| 2002       | Döntő           | Thomas Johansson  | 1/2 döntő     | Juan Carlos Ferrero | 2. kör    | Olivier Rochus    | 2. kör    | Gustavo Kuerten    |
| 2003       | 3. kör          | Rainer Schüttler  | -             | -                   | -         | -                 | -         | -                  |
| 2004       | Döntő           | Roger Federer     | 4. kör        | David Nalbandian    | 1. kör    | Dmitrij Turszunov | 1. kör    | Thomas Enqvist     |
| 2005       | Győzelem        | Lleyton Hewitt    | 4. kör        | Tommy Robredo       | 3. kör    | Feliciano López   | -         | -                  |
| 2006       | -               | -                 | 1. kör        | Fernando González   | 2. kör    | Fernando González | 4. kör    | Tommy Haas         |
| 2007       | 3. kör          | Andy Roddick      | 2. kör        | Janko Tipsarević    | 3. kör    | Roger Federer     | 2. kör    | Stanislas Wawrinka |
| 2008       | 2. kör          | Márkosz Pagdatísz | 2. kör        | Nyikolaj Davigyenko | 1/2 döntő | Roger Federer     | 2. kör    | Tommy Robredo      |